# 허천 (정치인)
허천(許梴, 1943년 4월 10일 ~ )은 대한민국의 정치인이다. 제17·18대 국회의원을 지냈다. 본관은 양천이며, 강원도 춘천 출신이다. 종교는 개신교(감리회)이다.

## 학력
- 1957년 만천초등학교 졸업
- 1960년 춘천중학교 졸업
- 1963년 춘천고등학교 졸업
- 2007년 한림성심대학 행정과 졸업

## 경력
- 1986년 ~ 1987년: 대한민국재향군인회 강원도지회 이사
- 1991년: 제3대 강원도의회 의원(내무위원회 간사)
- 1994년 ~ : 춘천시체육회 이사
- 1994년 7월 ~ 1997년 6월: 강원도발전연구원 이사
- 1995년: 제4대 강원도의회 의원(내무위원회 위원장)
- 대한가족보건복지협회 강원도지부 지부장
- 1998년: 제5대 강원도의회 의원(전후반기 의장)
- 2000년: (사)강원노인복지회 이사장
- 2000년: 춘천시 사회복지협의회 회장

## 제17대 국회
- 2004년 5월 30일 ~ 2008년 5월 29일: 제17대 국회의원(강원 춘천시)
- 제17대 국회 건설교통위원회 의원
- 제17대 국회 윤리특별위원회 의원
- 한나라당 강원도당위원장 겸 운영위원
- 한나라당 공천심사위원회 위원
- 이명박 대통령후보 강원도선대위원장,중앙선대위 건설위원장

## 제18대 국회
- 2008년 5월 30일 ~ 2012년 5월 29일 제18대 국회의원(강원 춘천시)
- 제18대 국회 국토해양위원회 의원 겸 한나라당 간사
- 한나라당 재해대책위원장
- 한나라당 강원도당 위원장(3선)
- 제18대 국회 여성가족위원회 의원
- 한나라당 전국위원회 부의장

## 주요/참여 정책
- 2011. 11. 한미 FTA찬성
- 2011. 12. 인천공항 매각안 발의

## 상훈
- 1984년 대통령 표창
- 1985년 민주평통 국민훈장 석류장

## 역대 선거 결과
|  | 62.0% |

|  | 68.22% |

|  | 50.14% |

|  | 42.86% |

|  | 40.83% |

|  | 5.85% |